# Comité Revolucionari Central (França)
El Comité Revolucionari Central (CRC), en francès Comité révolutionnaire central, és un antic partit polític socialista, de tendència blanquista, que fou actiu a França entre 1881 i 1898. Posteriorment es va anar fusionant amb altres partits socialistes per a formar finalment el SFIO, precursor de l'actual Partit Socialista (PS) francès.

## Història
El CRC va ser creat per Édouard Vaillant l'any de la mort de Louis Auguste Blanqui (1805-1881), amb la idea de continuar el seu combat. Evidentment, la ideologia que defensa és blanquista: socialista de base, presenta a més un notable activisme revolucionari, defensa de la conspiració (veure blanquisme) per a aconseguir el bé comú, ateisme i patriotisme (sentiment de pertinença a una regió) en referència al jacobinisme (centralisme) de la Revolució Francesa.
L'any 1888 es produeix l'"escissió boulangista". Es tracta de l'escissió del partit entre els militants que es queden i un gran nombre d'altres militants que encapçalats pel General Georges Boulanger deixen el partit i s'agrupen en una formació que anomenen Comité Central Socialista Revolucionari (CCSR). Els boulangistes, al contrari dels que es van quedar, trobaven que el nacionalisme jacobin era compatible i a més una via possible envers el socialisme.
Després de l'escissió boulangista, Vaillant recentra el CRC a l'acció sindical i la idea de la vaga general, prioritats que, junt amb l'antimilitarisme, eren defensades també pel POSR de Jean Allemane, tot i que en aquest segon partit començava a sorgir un altre corrent, encapçalat per Lucien Herr, que considerava que la prioritat devia ser l'educació del poble.
D'aquesta manera, el 1896 Vaillant va aconseguir atraure un grup d'escons i responsables del POSR cap al CRC, que el 1897 es van agrupar com a Aliança Comunista Revolucionària (ACR) i que aparentement es van mantenir de manera autònoma dins del CRC.
Amb el suport de l'ACR, el CRC esdevé la segona força política socialista de França, per darrere del marxista POF.
L'any 1898 el CRC canvia el seu nom pel de Partit Socialista Revolucionari (PSR).